# Štavica
Štavica (cyr. Штавица) – wieś w Serbii, w okręgu kolubarskim, w gminie Ljig. W 2011 roku liczyła 330 mieszkańców.